# Естебан Окон
Естебан Хосе Жан Пјер Окон-Келфане (франц. Esteban José Jean-Pierre Ocon-Khelfane; 17. септембар 1996) је француски возач који се такмичи за Алпин у Формули 1. Дебитовао је у Формули 1 за Манор на Великој награди Белгије 2016. заменивши Рио Харијанта. Окон је био део програма развоја возача Мерцедеса све до његовог преласка у Рено. Однео је своју прву победу у Формули 1 на Великој награди Мађарске 2021.

## Рани живот
Естебан Окон је рођен у Евру у Нормандији од породице Сабрине Келфане и Лаурента Окона, механичара који посједује гаражу у Евреу. Он је алжирског и шпанског порекла, а његова породица по оцу је пореклом из Малаге. Док се такмичио у картингу, његови родитељи су морали да продају своју породичну кућу, која је укључивала и очеву гаражу, како би финансирали његову картинг каријеру. Након продаје куће, живели су и путовали на трке у каравану Окон који се такође користио као кућа на мотору.

## Рана каријера

### 2006–2011: Картинг
Окон је почео да се бави картингом 2006. године, када је завршио на осмом месту у првенству Француске у миниму, након чега је следеће године освојио првенство. Његов успех је настављен и 2008. године, пошто је освојио првенство Француске за кадете. Након те победе, Окон је започео прву од своје три сезоне у КФ3 картинг категорији. На крају ће освојити титулу француске КФ3 и завршити као другопласирани у ВСК Евро серији 2011. године, што је била његова последња сезона пре него што је кренуо у аутомобиле.
Са 14 година, Окон је потписао уговор са Гравити спортс менаџментом, сестринском компанијом Рено Ф1 тима.

### 2012–2014: Формула Рено
Године 2012. Окон је дебитовао у једноседима, учествујући у Еврокупу Формула Рено 2.0 са Коиранен моторспортом. Завршио је четрнаести са четири постигнута поена, укључујући и подијум у својој домаћој трци у Ле Кастелету. Такође је учествовао у делимичној кампањи у Формули Рено 2.0 Алпи са Коираненом, завршио на седмом месту са два подијума, од којих су оба дошла на Ред бул ринг.
За 2013. одлучио је да пређе у АРТ јуниор тим. Узео је три подијума, као и прву победу у Ле Кастелеу, а сезону је завршио као трећи.
Окон се придружио светској серији у Реноовој категорији 3.5 за Комтек рејсинг на Хунгарорингу и Ле Кастелет-у, постигавши два бода у својој првој трци.

### 2014–2015: Формула 3, ГП3 и ДТМ
Окон је дебитовао у Формули 3 на Великој награди Макаа, тркајући се за Према повертим. 2014. проширио је сарадњу са Према у ФИА Европско првенство Формуле 3. Био је на врху табеле од прве трке у Силверстону и освојио је шампионат трку пре краја.
Дана 11. марта 2015. објављено је да ће Окон прећи у ривала ФИА Формуле 3 Европског првенства ГП3 серије са АРТ гранд приом. Освојио је титулу упркос само једној победи (две друге победе су одбијене због казни) и притиску Луке Гиота.
Окон је возио за Мерцедес-Бенз у првих 10 трка ДТМ сезоне 2016, заједно са својом улогом резервног возача у Рено спорт Ф1. Касније га је заменио Феликс Розенквист, након његовог унапређења у Манор.

## Каријера у Формули 1
Оконово прво искуство са болидима Формуле 1 било је 22. октобра 2014. године, возећи Лотус Е20 као део дводневног теста за Лотус Ф1. Месец дана касније, дебитовао је за Лотус током првог тренинга на Великој награди Абу Дабија.
У мају 2015. године, Форс Индија је позвала Окона да вози на тесту после трке у Барселони, након што је Паскал Верлајн био приморан да се повуче због болести. Пре него што је преузео ГП3 титулу, најављено је да ће Окон ући у Мерцедесов јуниорски тим. У фебруару 2016, објављено је да ће Окон такође бити резервни возач за Рено спорт Ф1 тим за сезону 2016. Учествовао је на тренинзима у петак на четири трка за тим.

### Манор (2016)
Дана 10. августа 2016, Рио Харјанто је избачен из бекмаркера Манор рејсинг тима након што његови спонзори нису испунили своје уговорне обавезе. Окон је именован за његову замену за другу половину сезоне, возећи поред Паскала Верлајна  Окон је дебитовао у Формули 1 на Великој награди Белгије, завршио је на 16. месту. Његов најбољи резултат је било 12. место на Великој награди Бразила погођеном кишом, испао је из бодова у последњем кругу.

### Форс Индија (2017–2018)

#### 2017
Форс Индија је 10. новембра 2016. објавила да је потписала уговор са Оконом за сезону 2017. као део његовог вишегодишњег уговора у Мерцедесу, са Серхиом Перезом као његовим новим сувозачем. Окон је освојио свој први бод у Формули 1 у својој првој трци за Форс Индију на Великој награди Аустралије. У прве три трке сезоне завршио је 10. Затим је завршио седми на Великој награди Русије и наставио низ бодова петим местом на Великој награди Шпаније.
После 12. места на Великој награди Монака, Окон је забележио дванаест узастопних поена, али је често био умешан у инциденте са тимским колегом Перезом. На Великој награди Канаде, Перез је игнорисао захтеве тима да пусти Окона да прође како би борио са Данијел Рикардом за треће место, а Перез и Окон су на крају завршили пети, односно шести. Двојица возача су се сударила на следећој Великој награди Азербејџана, што је приморало Переза да се повуче, а Окона је пробушио гуму. Окон се на крају вратио и завршио шести. Поново су успоставили контакт на Великој награди Белгије, где је Окон био стиснут ка зиду који води до комплекса О' Руж. Због судар Перез је завршио прерано трку, а Окон је завршио на деветом месту. Окон је касније нагласио да је био „бесан“ на Переза и да је „ризиковао [њихове] животе“. Власник тима Форс Индије Виџеј Малија изјавио је да су поновљени инциденти "веома забрињавајући" и да ће спровести наредбе тима у вези са тим.
Окон је почео Велику награду Италије на трећем месту након што су се возачи Ред була суочили са казнама, што је највиша позиција на старту у његовој каријери. Трку је завршио као шести. Већи део ВН Мексика провео је на трећем месту и на крају завршио као пети. Његов низ од 27 узастопних трка окончан је на Великој награди Бразила, где се у првом кругу сударио са Роменом Грожаном. Своју прву пуну сезону у Формули 1 завршио је на осмом месту у шампионату возача, са 87 поена.

#### 2018
Окон је наставио са Перезом у Форс Индији 2018. Оконови први поени у сезони дошли су са 10. места на Великој награди Бахреина. На Великој награди Азербејџана учествовао је у судару у првом кругу са Кимијем Рејкененом који је завршио његову трку. Тимски колега Перез је наставио да се пласира на подијум. Окон се повукао због цурења нафте на следећој трци на Великој награди Шпаније. Забележио је шесто и девето место на Великој награди Монака и Канаде, али се потом повукао са Велике награде Француске након судара у првом кругу. Уследила су још три бода пре летње паузе.
После ВН Мађарске, Форс Индија је била у тешким финансијским проблемима и суочила се са ликвидацијом од стране ХМ Ревену анд кастомс. Група поверилаца, укључујући сувозача Переза, предузела је судски поступак против тима и ставила га у администрацију, спасавајући тим од колапса и послове његових запослених. Имовине тима купио је конзорцијум инвеститора на челу са канадским бизнисменом Ловренсом Стролом, оцем Вилијамсовог возача Ланса Строла. Нови власници су потврдили да ће Окон и Перез остати у тиму до краја сезоне. Касније је откривено да је Окон имао „неформални договор“ да се придружи Реноу за 2019. пре него што је тим неочекивано потписао Данијела Рикарда, остављајући Оконову будућност под сумњом.
На првој трци Рејсинг појнт Форс Индије, Великој награди Белгије, Окон је постигао заједничку највишу стартну позицију у каријери са трећим и завршио као шести. Окон и Перез су се сударили у првом кругу Велике награде Сингапура, због чега се Окон забио у зид и завршио трку. Тим је судар описао као "неприхватљив" и забранио возачима да се међусобно тркају. Перез се касније извинио за своју улогу у несрећи. Уследила су два девета места, пре него што је Окон дисквалификован са осмог места на Великој награди Сједињених Држава након што је утврђено да је његов аутомобил прекорачио границе протока горива. На Великој награди Бразила, Окон се сударио са лидером трке Максом Верстапеном док је покушавао да се врати из круга заостатка, оштетивши оба аутомобила. Оба возача су била у могућности да наставе трку и Окон је добио казну од 10 секунди за заустављање и кретање за инцидент. Посвађали су се непосредно после трке (у којој је Верстапен завршио други) и гурали се неколико пута. ФИА је позвала оба возача, а Верстапену је наложено да предузме дводневну јавну службу „по дискреционом нахођењу Фије” због намерног физичког контакта са Оконом. Окон се повукао са следеће и последње трке у сезони. У шампионату возача завршио је 12. са 49 бодова.

### Мерцедесов резервни возач (2019)
Дана 23. новембра 2018, објављено је да ће се Окон придружити Мерцедесу као њихов резервни возач за 2019. након што је постало јасно да ће га у Рејсинг појнту заменити Ланс Строл, резултат који је потврђен недељу дана касније. Окон није учествовао на тркачким викендима током године. Тврдио је да је разговарао са Мерцедесом за сезону 2020, напомињући да је "веома близу" да замени Валтерија Ботаса у тиму. Мерцедес је на крају одлучио да настави са Ботасом.

### Рено (2020)
Окон се придружио Реноу 2020. године, потписавши двогодишњи уговор и означивши повратак у Формулу 1 као стални возач. Заменио је Ника Хилкенберга и удружио се са Данијелом Рикардом. Окон се квалификовао као 14. на свом дебију у Реноу на Великој награди Аустрије и завршио на осмом месту од једанаест такмичара. Квалификовао се као пети за Велику награду Штајерске, а био је на седмом месту када се повукао због проблема са хлађењем. Окон је завршио шести на Великој награди Велике Британије, пошто је освојио позиције у завршним круговима када су болиди испред њих имали отказ на гумама. На Великој награди за 70. годишњицу следећег викенда, изречена му је казна на старту након што је спречио Џорџа Расела у квалификацијама и стартовао је 14. али се побољшао и завршио на осмом месту у трци. Његов најбољи завршетак трке од 2017. био је на Великој награди Белгије, где се квалификовао као шести и завршио пети иза тимског колеге Рикарда.
Оконове кочнице су се запалиле током периода безбедносног возила на Великој награди Тоскане. Тим није могао да поправи штету током периода црвене заставице који се догодио убрзо након тога, а Окон није успео да поново покрене. Уследило је седмо место на Великој награди Русије, након чега је уследило повлачење на Великој награди Ајфела због проблема са хидрауликом. Дуги боравак на гумама средње масе на Великој награди Португала довео је до осмог места, али је квар карданског вратила завршио његову трку на Великој награди Емилије Ромање, што је његово треће одустајање у пет трка. Квалификовао се на седмом месту за Велику награду Турске и пробио се до трећег места након прве кривине где су се он и Рикардо сударили, изазвавши Окона у окретање. Испао је на зачеље у истом кругу када га је поново окренуо Валтери Ботас. Окон је завршио ван бодова на 11. месту.
Стартовао је 11. на Великој награди Сакира. Он је напредовао на пето место у 54. од 87. круга, уз помоћ судара у првом кругу и возача који су други стали у боксу. Уследио је период виртуелног сигурносног аутомобила (ВСЦ), који су трећепласирани Карлос Саинз и четвртопласирани Рикардо покушали да искористе уласком у бокс. Међутим, ВСЦ период се завршио док су били у пит лејну, поништавајући њихову предност и унапређујући Окона на треће место. Убрзо га је претекао Серхио Перез, међутим проблеми у боксу за водеће Мерцедесове аутомобиле омогућили су Окону да освоји свој први подијум у Формули 1 тако што је завршио на другом месту, што је Реноов најбољи резултат у трци од 2010. Сезону је завршио као 12. у шампионату возача са 62 бода.

### Алпин (2021–)
Рено је преименован у Алпин Ф1 тим за сезону 2021. Тим је потписао уговор са двоструким светским шампионом Фернандом Алонсом за партнера Окона након што је Данијел Рикардо отишао у Макларен . У првој трци на Великој награди Бахреина, Окона је у Астон Мартину повукао Себастијан Фетел. Окон је завршио трку 13. а Фетел се касније извинио за инцидент. Окон се квалификовао као девети за Велику награду Емилије Ромање и био је девети у трци испред Алонса на десетом, освојивши тиму прве поене под Алпин именом. Ово је започело низ бодова, Окон се квалификовао као шести и завршио на седмом месту на Великој награди Португала пре него што је забележио два девета места на Великој награди Шпаније и Монака. Његово прво одустајање у сезони дошло је на Великој награди Азербејџана са кваром на турбопуњачу.
Наишао је на проблеме на следећим тркама, борио се са хабањем гума и завршио је 14. на Великој награди Француске, квалификовао се 17. и за Велику награду Штајерске и за Велику награду Аустрије и повукао се са ове друге после судара у првом кругу са Антониом Ђовинацијем.
Окон је стартовао осми на Великој награди Мађарске. Вишеструки судари испред њега су га унапредили на друго место у првој кривини, које је постало прво место када се лидер трке Луис Хамилтон пребацио на гуме за суво време један круг касније од остатка возача. Окон је задржао вођство до краја трке, одбранивши се од Себастијана Фетела и однео своју и Алпинину прву победу у Формули 1. Ову победу пратила су још три бода на Великој награди Белгије, Холандије и Италије. Велика награда Турске одржана је у влажним условима, а Окон је завршио на десетом месту одвозећи целу трку на једном комплету гума за променљиве временске услове. Ово је био први пут да је возач завршио трку без заустављања у боксу од 1997.
Судар са Антонијом Ђовинацијем на Великој награди Сједињених Држава сломио је Оконово предње крило и на крају довео до одустајања. Након петог места на Великој награди Катара, уследио је скоро подијум на Великој награди Саудијске Арабије, Окон је накратко водио трку при првом поновном старту и био је на трећем месту током већег дела трке, али га је Валтери Ботас прошао непосредно пре коцкасте заставе, завршио је само 0,102 секунде иза. Окон је сезону завршио једанаести у светском шампионату возача, постигавши 74 поена од Алпининих 155.
Окон је потписао уговор са Алпином да остане у тиму до краја сезоне 2024.

### Комплетни резултати у Формули 1
| Година | Тим                       | Шасија            | Мотор           | 1       | 2       | 3       | 4       | 5       | 6       | 7       | 8       | 9       | 10      | 11      | 12      | 13      | 14      | 15      | 16      | 17      | 18      | 19      | 20      | 21      | 22     | Поени | Позиција |
| ------ | ------------------------- | ----------------- | --------------- | ------- | ------- | ------- | ------- | ------- | ------- | ------- | ------- | ------- | ------- | ------- | ------- | ------- | ------- | ------- | ------- | ------- | ------- | ------- | ------- | ------- | ------ | ----- | -------- |
| 2014   | Лотус                     | Lotus E22         | Рено F1-2014    | АУС     | МАЛ     | БАХ     | КИН     | ШПА     | МОН     | КАН     | АУТ     | ВБР     | НЕМ     | МАЂ     | БЕЛ     | ИТА     | СИН     | ЈАП     | РУС     | САД     | БРА     | АБУ ТВП |         |         |        | –     | –        |
| 2016   | Рено                      | Renault R.S.16    | Рено R.E.16     | АУС     | БАХ     | КИН     | РУС     | ШПА ТВП | МОН     | КАН     | ЕВР     | АУТ     | ВБР ТВП | МАЂ ТВП | НЕМ ТВП |         |         |         |         |         |         |         |         |         |        | 0     | 23.      |
| 2016   | Манор                     | Manor MRT05       | Мерцедес PU106C |         |         |         |         |         |         |         |         |         |         |         |         | БЕЛ 16. | ИТА 18. | СИН 18. | МАЛ 16. | ЈАП 21. | САД 18. | МЕК 21. | БРА 12. | АБУ 13. |        | 0     | 23.      |
| 2017   | Форс Индија               | Форс Индија VJM10 | Мерцедес M08 EQ | АУС 10. | КИН 10. | БАХ 10. | РУС 7.  | ШПА 5.  | МОН 12. | КАН 6.  | АЗЕ 6.  | АУТ 8.  | ВБР 8.  | МАЂ 9.  | БЕЛ 9.  | ИТА 6.  | СИН 10. | МАЛ 10. | ЈАП 6.  | САД 6.  | МЕК 5.  | БРА Оду | АБУ 8.  |         |        | 87    | 8.       |
| 2018   | Форс Индија               | Форс Индија VJM11 | Мерцедес M09 EQ | АУС 12. | БАХ 10. | КИН 11. | АЗЕ Оду | ШПА Оду | МОН 6.  | КАН 9.  | ФРА Оду | АУТ 6.  | ВБР 7.  | НЕМ 8.  | МАЂ 13. |         |         |         |         |         |         |         |         |         |        | 49    | 12.      |
| 2018   | Рејсинг појнт Форс Индија | Форс Индија VJM11 | Мерцедес M09 EQ |         |         |         |         |         |         |         |         |         |         |         |         | БЕЛ 6.  | ИТА 6.  | СИН Оду | РУС 9.  | ЈАП 9.  | САД ДИС | МЕК 11. | БРА 14. | АБУ Оду |        | 49    | 12.      |
| 2020   | Рено                      | Renault R.S.20    | Рено E-Tech 20  | АУТ 8.  | ШТА Оду | МАЂ 14. | ВБР 6.  | 70г 8.  | ШПА 13. | БЕЛ 5.  | ИТА 8.  | ТОС Оду | РУС 7.  | АЈФ Оду | ПОР 8.  | ЕМИ Оду | ТУР 11. | БАХ 9.  | САК 2.  | АБУ 9.  |         |         |         |         |        | 62    | 12.      |
| 2021   | Алпин                     | Алпин A521        | Рено E-Tech 20B | БАХ 13. | ЕМИ 9.  | ПОР 7.  | ШПА 9.  | МОН 9.  | АЗЕ Оду | ФРА 14. | ШТА 14. | АУТ Оду | ВБР 9.  | МАЂ 1.  | БЕЛ 7.  | ХОЛ 9.  | ИТА 10. | РУС 14. | ТУР 10. | САД Оду | МЕК 13. | БРА 8.  | КАТ 5.  | САУ 4.  | АБУ 9. | 74    | 11.      |
| 2022   | Алпин                     | Алпин A522        | Рено E-Tech 22  | БАХ 7.  | САУ 6.  | АУС 7.  | ЕМИ 14. | МАЈ 8.  | ШПА 7.  | МОН 12. | АЗЕ 10. | КАН 6.  | ВБР Оду | АУТ 5.  | ФРА 8.  | МАЂ 9.  | БЕЛ 7.  | ХОЛ 9.  | ИТА 11. | СИН Оду | ЈАП     | САД     | МЕК     | БРА     | АБУ    | 66*   | 8.*      |

* Сезона у току.